# Epiplema poecilaria
Epiplema poecilaria är en fjärilsart som beskrevs av Swinhoe 1905. Epiplema poecilaria ingår i släktet Epiplema och familjen Uraniidae. Inga underarter finns listade i Catalogue of Life.